# 守山又三

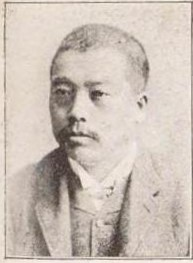
守山又三

守山 又三（もりやま またぞう、1869年4月30日（明治2年3月19日） - 1940年（昭和15年）5月19日）は、日本の政治家、衆議院議員（2期）。

## 経歴
肥後国八代郡、のちの熊本県八代郡太田郷村（太田郷町を経て現八代市）出身。東京高等商業学校で学ぶ。熊本軌道(株)取締役、讃岐電気軌道(株)監査役、京都電気(株)取締役社長となる。
1908年の第10回衆議院議員総選挙において熊本県郡部から大同倶楽部公認でで立候補してトップで初当選した。つづく1912年の第11回衆議院議員総選挙では中央倶楽部公認で立候補して再選。衆議院議員を2期務め、1914年に議員を辞職した。1940年に死去した。